# Slovinská kuchyně
Slovinská kuchyně byla ovlivněna kuchyněmi ostatních států, především italskou kuchyní a kuchyněmi bývalého Rakouska-Uherska. Populární jsou italská jídla (pizza, těstoviny, rizoto, pršut, žlikrofi podobné raviolám), maďarská jídla (guláš, paprikáš, segedínský guláš, palačinky) a rakouská jídla (smažený řízek, klobásy, štrúdl). Přesto mají Slovinci svá nezaměnitelná národní jídla. Jsou to především různé polévky a dezerty. Slovinsko je také známé svou výrobou medu.

## Suroviny
Mezi typické suroviny slovinské kuchyně patří maso (vepřové - svinjina, telecí - teletina a hovězí - govedina). Z drůbežího masa mají v oblibě krocana nebo husu, méně kuře. Na jejich jídelníčku se často objevuje zvěřina a speciality jako koňské nebo dokonce medvědí maso. V pobřežních oblastech se hodně využívají ryby a mořské plody. V řece Soči se loví vynikající pstruzi. Slovinci mají rádi polévky, často konzumují kuřecí nebo hovězí vývar. Mezi další základní suroviny patří brambory, hlávkové zelí, klobásy nebo sýry.
Přílohou k jídlům a polévkám bývá kulatý plochý chléb - belokranjska pogača (foccacia). Kulatý chléb je před pečením na povrchu pokrájen nožem do čtverců. Jednotlivé čtverce se po upečení ručně oddělují a pojídají. Často se podává nekvašený chléb - mlinci. Další oblíbenou přílohou je polenta, kaše vyrobená z uvařené kukuřice.
Ve Slovinsku se vyrábějí vynikající sýry, jemně nasládlý tolminc, tvrdý ovčí sýr - bovški sir, poloměkký sýr štiplavé chuti mohant nebo tvrdý sýr z kravského mléka - nanoški sir.

## Pokrmy

### Polévky

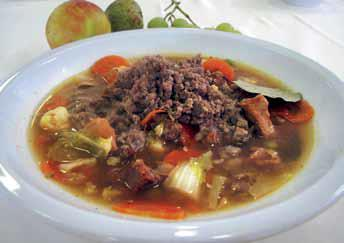
Obara, polévka z masa a vnitřností

- Kokošja, goveja juha, kuřecí nebo hovězí vývar s vaječnými nudlemi
- Ričet, polévka s ječmenem a uzeným vepřovým
- Obara, polévka z masa a vnitřností
- Jota, společně vařené fazole, kyselé zelí, brambory, slanina, žebírka a česnek.
- Štajerska kisla juha, zabíjačková kyselá polévka. Obsahuje vepřové nožičky, hlavu, kysanou smetanu a několik druhů koření.
- Mineštra, slovinská varianta italské polévky minestrone

### Hlavní jídla

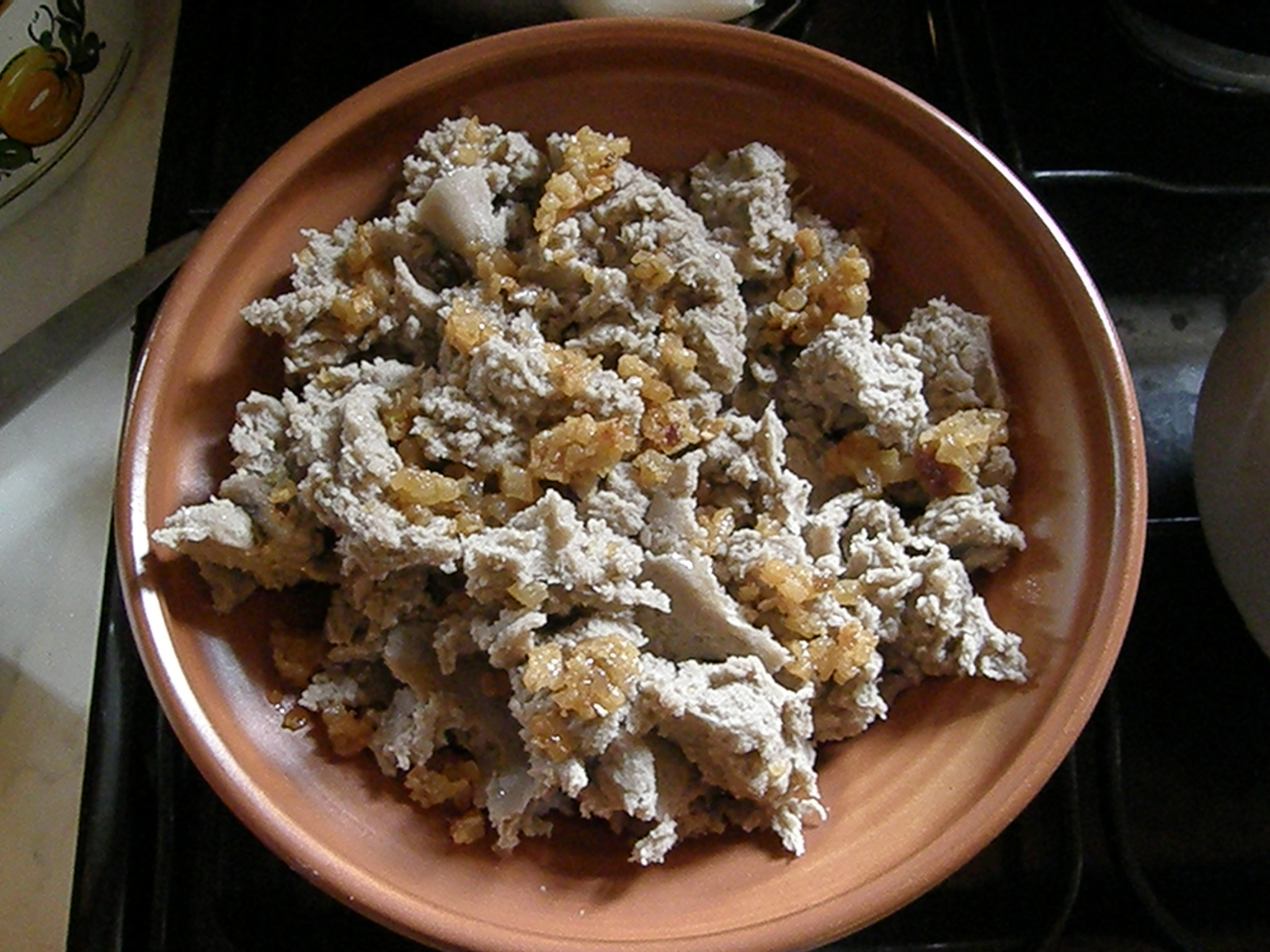
Ajdovi žganci, pohanková kaše se škvarky

- Ričet, národní jídlo, vařené ječmenné kroupy často s fazolemi, dušenou klobásou, uzenými žebry nebo vepřovým masem.
- Gobova rizota, houbové rizoto
- Golaž, obdoba maďarského guláše

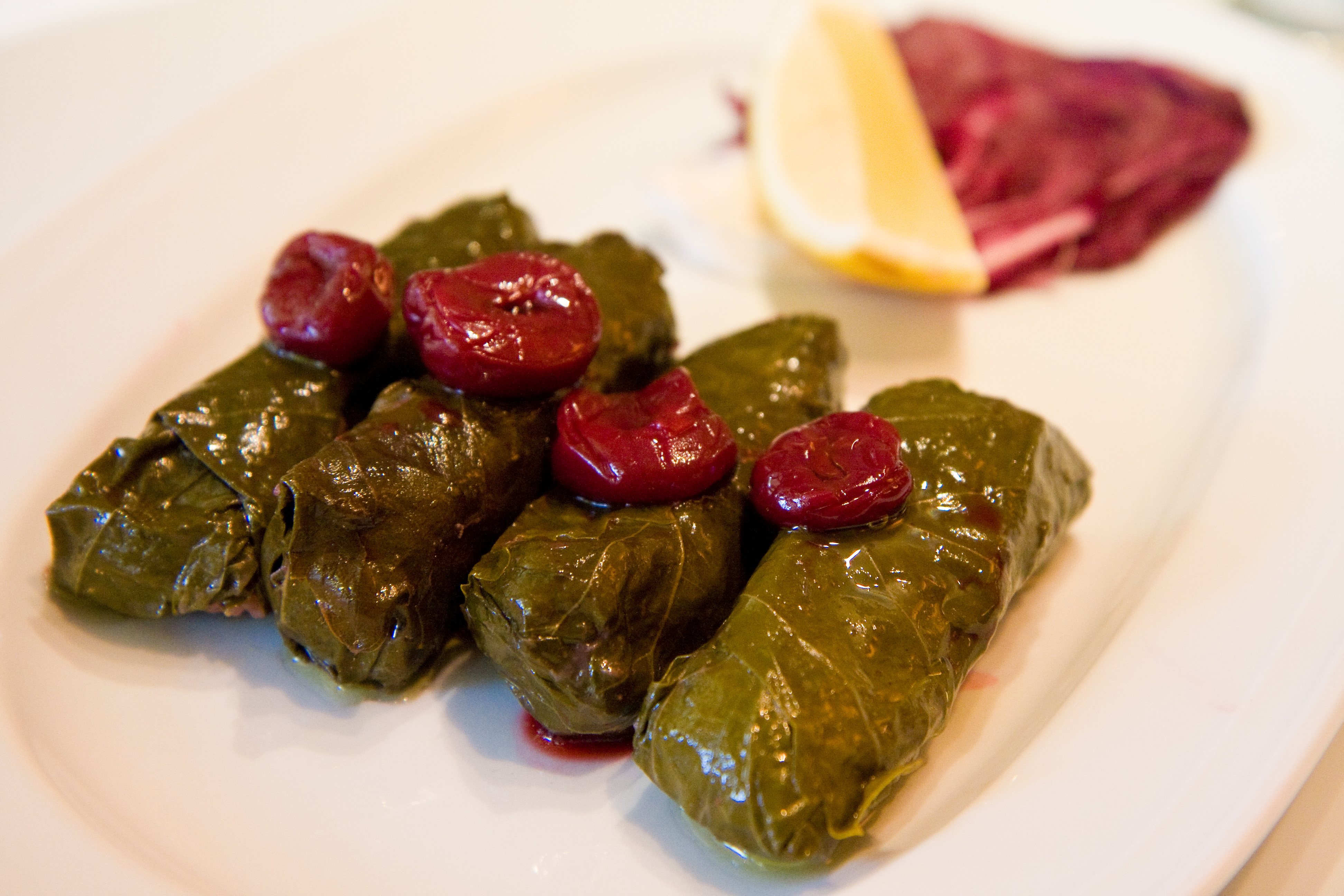
Sarma, plněné dušené závitky

- Sarma, plněné dušené závitkyČevapi, čevapčiči, balkánské jídlo. Válečky z grilovaného mletého kořeněného hovězího masa s nakrájenou cibulkou.
- Sarma, dušené závitky, v listech vinné révy nebo hlávkového zelí  je zavinuta směs mletého masa a rýže.
- Žlikrofi, těstovinové taštičky obsahující brambory, cibuli, bylinky, mleté maso nebo slaninu. Podobné italským raviolám. Konzumují se se škvarky nebo s omáčkou ze skopového nebo králičího masa.

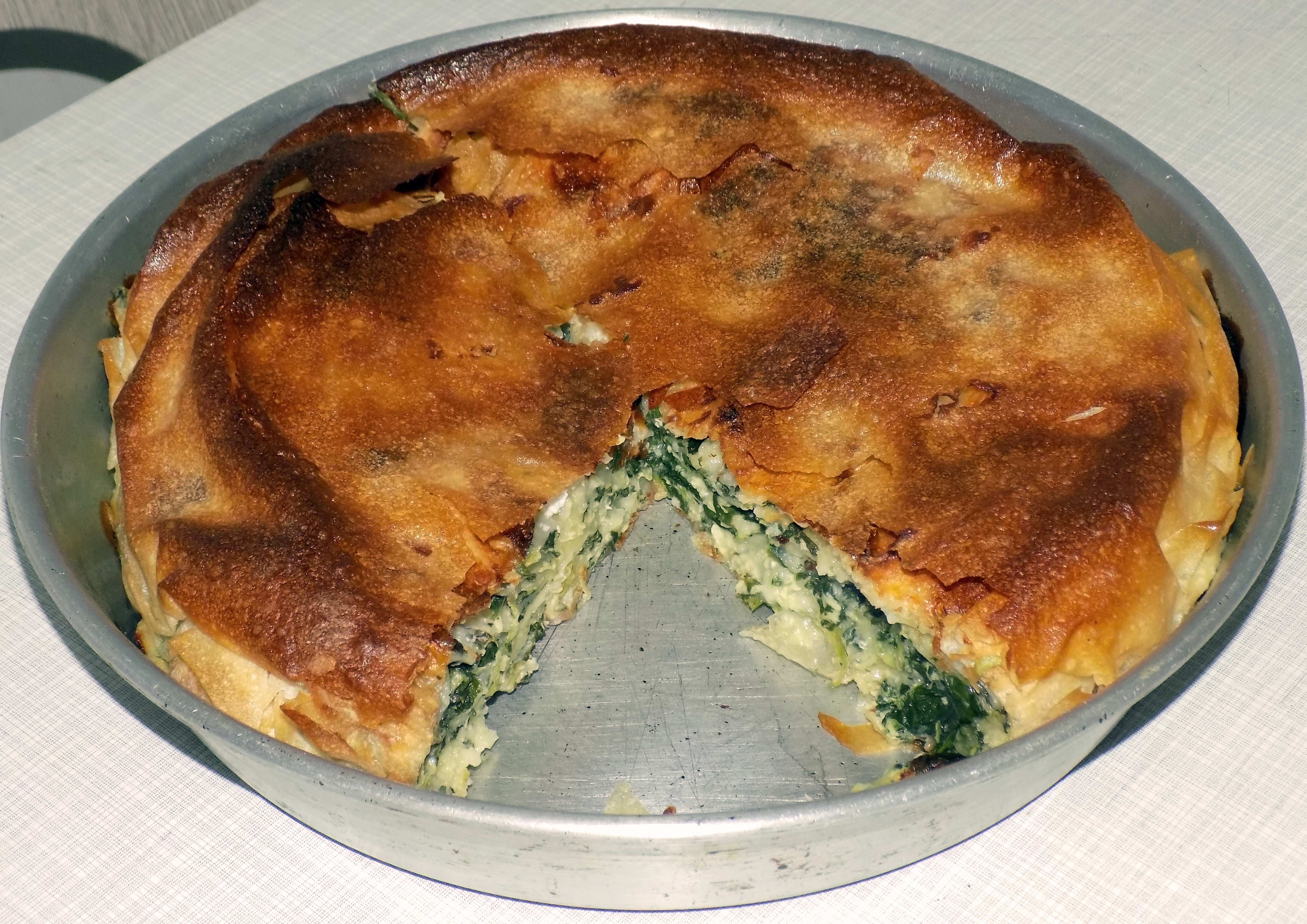
Burek, pečivo z filo těsta naplněné špenátem a sýrem

- Burek, pečivo z filo těsta naplněné špenátem a sýremŽganci, kaše z pohankové, ovesné, kukuřičné nebo pšeničné mouky, vody, oleje a soli. Podobná italské kukuřičné polentě. Nejběžnější Ajdovi žganci, pohanková kaše se škvarky. Podává se také s krvavou klobásou a zelím nebo ke zvěřině, často nasladko s medem nebo jogurtem.
- Štruklji, pečené knedlíky plněné sýrem, ořechy, estragonem, ovocem nebo jinou náplní. Často jako sladké jídlo
- Burek, pečivo z filo těsta naplněné mletým masem, špenátem, sýrem nebo bramborami.

### Uzeniny
- Kranjska klobasa, národní jídlo, obsahuje 68 % vepřového masa, 12 % hovězího masa, 20 % slaniny, česnek a černý pepř. Konzumuje se s hořčicí, kečupem a chlebem.
- Pršut, sušená šunka podobná italskému prosciuttu. Vepřová šunka se nejprve nasolí a nechá ležet asi dva měsíce, pak se suší venku na větru až devět měsíců.

### Sladká jídla

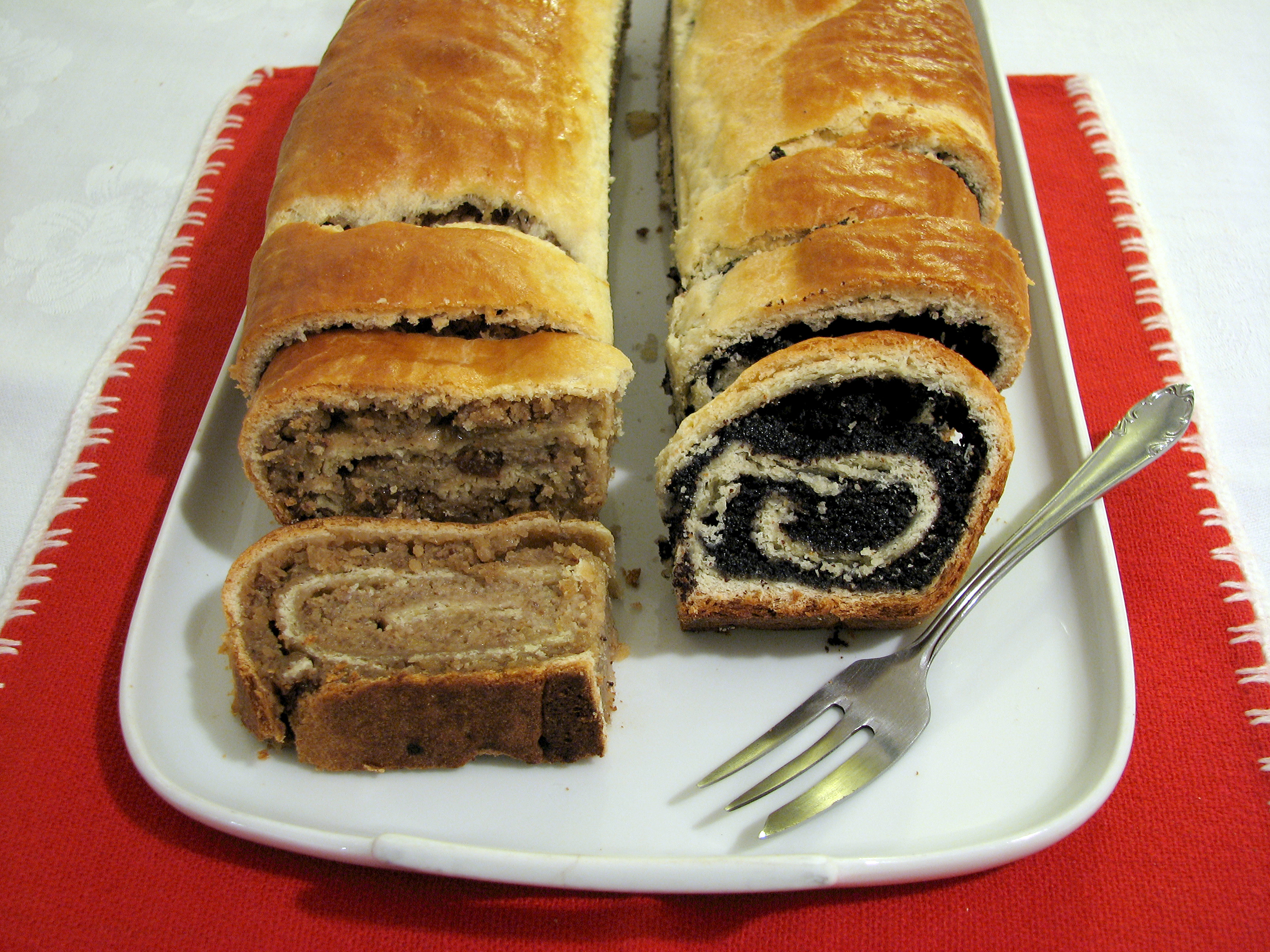
Potica, sladká roláda s ořechovou a makovou náplní

- Prekmurska gibanica, národní jídlo, dort s ořechy, mákem, hrozinkami, jablky a sýrem cottage. Na povrchu je často zalit smetanou. Specialita Zámuří.
- Kremna rezina (kremšnita), národní jídlo, dortík s pudinkovým krémem.
- Potica (povitica), sladká roláda, nejčastěji plněná pastou z vlašských ořechů nebo z makových semínek
- Kremnšnita, dezert z několika plátů těsta plněný vanilkovým krémem, podobný maďarskému krémeši, specialita v Bledu
- Krofi, koblihy plněné džemem velmi podobné českým koblihám.
- Palačinky

## Nápoje
- Káva,  nejčastěji espresso nebo turecká káva
- Víno, oblíbený nápoj. Ve Slovinsku je rozšířeno vinařství, pěstují se především odrůdy Riesling a Sauvignon. Známé jsou značky červených vín Cviček, Teran, Malvazija, Merlot, bílých vín Beli Pinot, Šipon a šampaňské víno značky Zlata Radgonska Penina.
- Pivo, další oblíbený nápoj, nejznámější značka Zlatorog
- Radler, směs piva a bublinkové citronové limonády
- Žganje, pálenka vyráběná ze švestek slivovka (slivovice), z hrušek viljemovka, z třešní češnjevec, z borůvek borovničke (borovničevec) nebo z bobulí jalovce brinovec (brinjevec)
- Radenska, slovinská minerální voda, exportuje se do Evropy i k nám